# Тарло (Нідерланди)
Тарло (нід. Taarlo) — село в нідерландській провінції Дренте. Входить до муніципалітету Тінарло.
Його площа становить 5,05 км², а населення станом на 2021 рік складало 110 осіб.
Перша згадка про населений пункт датується 820 роком.